# Luca Dotto
Luca Dotto (ur. 18 kwietnia 1990 w Camposampiero) – włoski pływak, wicemistrz świata, mistrz Europy.
Specjalizuje się w pływaniu stylem dowolnym. Największym jego sukcesem jest srebrny medal mistrzostw świata w Szanghaju (2011) na 50 metrów stylem dowolnym. Zdobył również brązowy medal w mistrzostwach Europy na basenie 25-metrowym w Eindhoven w 2010 roku na dystansie 100 m tym stylem oraz złoty w sztafecie 4 × 50 m.
Uczestnik igrzysk olimpijskich w Londynie (2012) (13. miejsce na 50 m stylem dowolnym i 22. miejsce na 100 m tym stylem oraz 7. miejsce w sztafecie 4 × 100 m stylem dowolnym i 13. miejsce w sztafecie 4 × 100 m stylem zmiennym).